# ヴィーゴ・ブルン

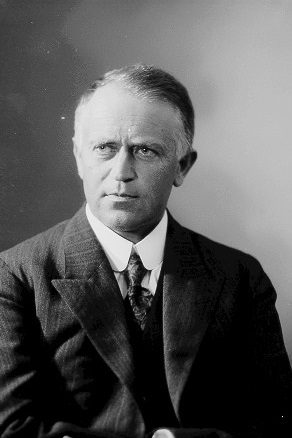
ヴィーゴ・ブルン

ヴィーゴ・ブルン（Viggo Brun、1885年10月13日-1978年8月15日）はノルウェーの数学者。
オスロ大学で勉強した後1910年頃ゲッティンゲンに遊学する。1923年ノルウェー工科自然科学大学の教授となり、1946年から55年の引退までオスロ大学教授を務める。1966年ハンブルク大学より名誉教授位を受く。
ゴールドバッハの問題および双子素数について研究する中で、いわゆる篩の操作によって得られる集合の元の個数を評価する方法を確立し、近代的な篩法 (sieve method) を創めた。彼自身の方法は後にブルンの篩と呼ばれ、数論における強力な初等的方法となっている。双子素数の分布に関しては初めて定量的な結果を証明し、それによって双子素数の逆数和は収束することを証明した（ブルンの定理。その極限は彼の名を冠してブルン定数と呼ばれる）。ゴールドバッハの問題に関しては、十分大きな全ての偶数は、素因数の個数が高々9個である2つの自然数の和で表せることを証明した。